# 福島県道330号大内会津高田線
福島県道330号大内会津高田線（ふくしまけんどう330ごう おおうちあいづたかだせん）は、福島県南会津郡下郷町から大沼郡会津美里町に至る一般県道である。

## 路線概要
- 起点：南会津郡下郷町大字大内字小屋沢
- 終点：大沼郡会津美里町永井野字下町1869-1
- 総延長：18.842km
  - 実延長：18.802㎞[1]
- 路線認定年月日：1959年8月31日[2]

下郷、会津美里町境である市野峠が未成区間となっている。

### 自動車交通不能区間
- 南会津郡下郷町大字大内～大沼郡会津美里町大字旭市川（延長6.5km）[3]

### 冬季閉鎖区間
- 下郷町大内字小屋沢～下郷町大内字蛇沢（延長2.6km）
- 会津美里町旭市川字山ノ神～会津美里町旭市川字市野（延長2.0㎞）[4]

### 道路施設
上小川橋
- 全長：16.7m
- 幅員：8.0m
- 竣工：1985年[5]

会津美里町旭市川字上小川甲にて、一級水系阿賀野川水系藤川川を渡る。
新舘ノ端橋
- 全長：15.6m
- 幅員：8.0m
- 竣工：1987年[5]

会津美里町旭舘端字舘から字池ノ端に至り、一級水系阿賀野川水系舘ノ川を渡る。
宮瀬橋
- 全長：84.0m
- 幅員：6.7m
- 竣工：1958年[5]

会津美里町富川字上中川から永井野字東川原に至り、一級水系阿賀野川水系宮川を渡る。

### 新道・バイパス
新宮瀬橋
- 起点：会津美里町富川字中川原
- 終点：会津美里町永井野字下町1922-4[6]
- 延長：990m
- 幅員：6.0（10.0）m

宮瀬橋は幅員狭小で高欄が低く、付近にある町立宮川小学校の児童の通学に危険が伴っていたため、新たな橋梁を含む永井野地区中心部を迂回するバイパスが2013年度に事業化された。2023年12月27日、新宮瀬橋（103.9 m）を含む900 mが開通した。

## 通過する自治体
- 福島県
  - 南会津郡下郷町 - 大沼郡会津美里町

## 接続・交差する道路
- 下郷町内
  - 福島県道131号下郷会津本郷線（大字大内字小屋沢 起点）
- 会津美里町内
  - 福島県道128号会津若松会津高田線（旭三寄字北村東甲）
  - 国道401号（永井野字下町 終点）

## 沿線
- 大内ダム - 当路線がダムの天端を通過する。